# Indigofera venulosa
Indigofera venulosa är en ärtväxtart som beskrevs av George Bentham. Indigofera venulosa ingår i släktet indigosläktet, och familjen ärtväxter. Inga underarter finns listade i Catalogue of Life.